# Hidroeléctrica Cerrón Grande
Hidroeléctrica Cerrón Grande ist ein Wasserkraftwerk im  Flussgebiet des Río Lempa in El Salvador. Betreiber ist die  Ejecutiva Hidroeléctrica del Río Lempa. 

## Beschreibung
Das Wasserreservoir (Embalse Cerrón Grande), auch als Suchitlán See bekannt liegt rund 70 Kilometer nordöstlich von der Hauptstadt San Salvador entfernt im Departamento Chalatenango und erstreckt sich über eine Fläche von rund 135 km² und fasst 218 Millionen m³ Wasser. Es ist das größte aufgestaute Gewässer in El Salvador. 
Die Staumauer mit einer Dammhöhe von 90 Meter und einer Länge von 800 m wurde 1976 fertiggestellt. Das Wasserkraftwerk wurde zunächst mit zwei Francis-Turbinen mit einer Leistung von je 67,5 MW ausgestattet.  In den Jahren 2003 bis 2007 wurden die elektrischen Einrichtungen, Transformatoren und Turbinen erneuert und durch leistungsstärkere Generatoren ersetzt. Die installierte Leistung beträgt 170 MW und produziert jährlichen rund 488 GWh elektrische Energie.